# Университет Аль-Кудс
Университет Аль-Кудс (араб. جامعة القدس‎) — палестинский университет в Восточном Иерусалиме. Университет сформирован в 1984—1995 годах в результате объединения нескольких мелких колледжей. В 2013 году в университете проходят обучение 14 тысяч студентов, из них две трети — палестинцы с Западного берега Иордана и треть — граждане Израиля, а также небольшое количество студентов из других стран.

## Факультеты и институты
- Гуманитарных наук
- Управления и экономики
- Давата и религии
- Корана и исламоведения
- Педагогический
- Технических наук
- Инженерный
- Юридический
- Медицинский
- Профессий в области здравоохранения
- Фармацевтический
- Зубоврачебный
- Общественного здоровья

В университете Аль-Кудс действует свыше 30 исследовательских институтов и лабораторий, включая институт судебной медицины, Центр изучения Иерусалима, институт современной массовой информации и музей математики.

## Кампусы
Университет Аль-Кудс располагает рядом кампусов в различных районах Иерусалима и его пригородах: Абу-Дис (главный кампус, включающий медицинский и инженерный факультеты и факультет науки и технологии, включающий департаменты компьютерных наук и информационных технологий, точных наук и естественных наук), Бейт-Сафафа (факультеты экономики, делового управления и права), Старый город (археологический факультет и магистрат и докторат) и Шейх-Джарра (женский колледж с педагогическим и гуманитарным факультетами и факультетом общественных наук).
В 2003 году наличие нескольких географически разделённых кампусов могло привести к тому, что между ними прошёл бы строящийся барьер безопасности. Барьер также мог пройти по территории кампуса в Абу-Дисе, отрезав от неё треть. После кампании общественного протеста, вмешательства США и переговоров между президентом университета и генеральным директором министерства безопасности Израиля было принято решение об изменении конфигурации барьера, который в итоге обошёл вокруг кампуса в Абу-Дисе, захватив лишь небольшую часть его территории.

## Международное сотрудничество и аккредитация
С 1997 года университет Аль-Кудс налаживает научные контакты с частным Брандейским университетом (Уолтем, Массачусетс, США), известным своими еврейскими связями. В 1997 году Брандейский университет посетил президент университета Аль-Кудс Сари Нусейбе, а с ответным визитом в 2003 году президента Брандейского университета Йехуды Рейнхарца партнёрство двух учреждений стало постоянным, получив официальный статус с 2004 года.
Ещё один американский вуз, осуществляющий постоянное сотрудничество с университетом Аль-Кудс — Бард-колледж в Аннандейле-на-Гудзоне (штат Нью-Йорк). Эти два вуза ведут совместные учебные программы, одна из которых даёт двойную академическую степень. Преподавание медицинских специальностей в университете Аль-Кудс осуществляется при поддержке университета Джонса Хопкинса в Балтиморе.
В отличие от ряда других палестинских вузов (в частности, Исламского университета в Газе), учёные степени, присваиваемые университетом Аль-Кудс, не признаются в Израиле. Наиболее сильно это сказывается на израильских студентах, изучающих в университете аль-Кудс медицинские специальности. Ежегодно около трети из 80 выпускников медицинского факультета Аль-Кудса составляют студенты-израильтяне, которые затем не могут пройти сертификацию и получить разрешение на работу в Израиле. Проблема аккредитации связана с тем, что главный кампус находится в городе Абу-Дис, расположенном в зоне В Западного берега р. Иордан, находящейся под гражданским управлением ПНА, но другие кампусы расположены в Иерусалиме, аннексированном Израилем. Таким образом, с точки зрения израильских властей, университет Аль-Кудс не может получить ни статуса израильского вуза, ни статуса иностранного вуза.